# Vlaamse Christen Partij
De Vlaamse Christen Partij (VCP) is of was een Vlaamse christendemocratische politieke partij.

## Geschiedenis
Uit ontevredenheid met standpunten van de CD&V werd de partij opgericht. In 2008 werd in Vlaanderen verder gewerkt binnen het kader van de Chrétiens démocrates fédéraux (CDF), een afsplitsing van het Centre démocrate humaniste (cdH). In maart 2009 werd er besloten als onafhankelijke partij naar de verkiezingen te gaan onder de naam Vrije Christen Democraten. VCD stond een meer sociaal Europa voor.
In West-Vlaanderen nam de partij vergeefs deel aan Vlaamse parlementsverkiezingen van 2009. In 2010 nam ze niet deel aan de federale verkiezingen. In 2011 werd de naam gewijzigd in Vrije Vlaamse Christen Democraten, wat in 2012 opnieuw ongedaan werd gemaakt.
VCD haalde bij de gemeenteraadsverkiezingen van 14 oktober 2012 één gemeenteraadszetel: Rik Hertogs te Bree op de kartellijst BROS (sp.a, N-VA en VCP). De coalitie in Bree werd gevormd door CD&V en BROS. De VCP-verkozene werd schepen van milieu en landbouw. In 2014 werd VCD Bree echter uit de partijwerking gezet, door een controverse over de voormalige samenwerking van leden Hertogs en Kathleen Reekmans met Vlaams Belang in 2006.
In 2014 veranderde de naam naar VCP. Bij de Vlaamse verkiezingen 2014 nam VCP in alle Vlaamse provincies deel aan de verkiezingen voor het Vlaams Parlement, waarbij Raoul d'Udekem d'Acoz de lijst trok in Vlaams-Brabant. De overige lijsttrekkers waren respectievelijk Febe Allyn (Oost-Vlaanderen), Albert Willem (Limburg), Omer Thomassetti (Antwerpen) en Agnes Jonckheere (West-Vlaanderen). Voor de kieskring Brussel-Hoofdstad diende VCP geen lijst in. Bij deze verkiezingen behaalde VCP 0,12% van de stemmen.
Op 2 september 2023 werd bekend dat Rik Hertogs, het laatst verkozen lid van de VCP, overstapte naar BoerBurgerBelangen (BBB).
Agnes Jonckheere kwam in oktober 2024 op voor de Brugse gemeenteraad op de lijst van Samen voor Democratie, ze werd niet verkozen.